# William Kruskal
William Henry Kruskal (* 10. Oktober 1919 in New York City; † 21. April 2005 in Chicago) war ein US-amerikanischer Mathematiker und Statistiker.

## Leben
Kruskal wurde 1919 in New York City geboren. Seine Mutter war Lillian Rose Vorhaus Kruskal Oppenheimer, von seinen Brüdern sind Joseph Kruskal und Martin Kruskal als Mathematiker bekannt geworden. Er studierte Mathematik an der Harvard University und wurde 1955 an der Columbia University zum Ph.D. promoviert.
Kruskal war später Professor an der University of Chicago.
Von 1958 bis 1961 war er Herausgeber der Annals of Mathematical Statistics. 1971 war er Präsident des Institute of Mathematical Statistics und 1982 der American Statistical Association. 1962 wurde er Fellow der American Association for the Advancement of Science. Er wurde 1973 zum Mitglied der American Academy of Arts and Sciences gewählt.
Kruskal trat 1990 als Professor Emeritus in den Ruhestand.

## Schriften
- mit W. A. Wallis: Use of ranks in one-criterion analysis of variance. In: Journal of the American Statistical Association 47, 1952, S. 583–621.
- mit L. Goodman: Measures of association for cross classifications. In: Journal of the American Statistical Association 49, 1954, S. 732–764.
- mit L. Goodman: Measures of Association for Cross Classifications. II: Further Discussion and References. In: Journal of the American Statistical Association 54, 1959, S. 123–163.
- mit L. Goodman: Measures of association for cross classification III: Approximate Sampling Theory. In: Journal of the American Statistical Association 58, 1963, S. 310–364.
- The coordinate-free approach to Gauss-Markov estimation, and its application to missing and extra observations. In: Proceedings of the Fourth Berkeley Symposium on Mathematical Statistics and Probability 1, 1961, S. 435–451.
- When are Gauss-Markov and least squares estimators identical? A coordinate-free approach. In: Annals of Mathematical Statistics 39, 1968, S. 70–75.